# Théobald Lalanne
Pour les articles homonymes, voir Lalanne.
Théobald Lalanne, né le 10 février 1880 à Labatut et mort le 25 novembre 1952 à Saint-Vincent-de-Paul, est un religieux catholique, enseignant et linguiste français.
Son œuvre principale est l'invention de la dialectométrie, basée sur l'étude et l'analyse des variétés linguistiques du gascon maritime, dont il rend compte dans L'indépendance des aires linguistiques en Gascogne Maritime dès 1949 et qu'il utilise dans le cadre de ses enquêtes pour l'Atlas linguistique et ethnographique de la Gascogne, auprès de Jean Séguy.

## Biographie
Théobald Lalanne entre dans la Congrégation de la Mission le 30 septembre 1899, à Dax où il sera ordonné prêtre le 17 juin 1905. L'ordre des Lazaristes auquel il appartient, l'envoie au Chili en 1905 puis au Pérou en 1909 avant d'être mobilisé en 1915. En 1919, il est placé au Berceau de Saint Vincent de Paul où, bien qu'ayant suivi une formation poussée en mathématiques, il enseigne la rhétorique, le grec, l'espagnol et le latin. Il en sera longtemps préfet des études,, et secrétaire permanent de l'Amicale des anciens élèves et professeurs du Berceau.
Il montre son goût pour une approche quantitative de l'enseignement des lettres dès 1938, avec son projet de « planétique », qui consiste à établir des statistiques sur les fautes les plus courantes dans les copies rendues par les élèves de lettres, afin d'en rappeler les règles au dos des cahiers d'écoliers, en lieu et place des tables de multiplication.

## Travaux linguistiques
Dans le cadre de l'élaboration du Nouvel Atlas linguistique de la France, sur proposition de Jean Bouzet, Lalanne est d'abord nommé enquêteur linguistique en Gascogne Maritime par Albert Dauzat qui en publiera plusieurs éloges dans la revue Le Français moderne de 1949 à 1953. Il sera par la suite enquêteur principal et co-auteur des trois premiers tomes de l'Atlas linguistique et ethnographique de Gascogne sous la direction de Jean Séguy et aux côtés notamment de Jacques Allières. 
Ce premier travail de terrain en Gascogne Maritime le confronte à une réalité linguistique toute autre que celle qu'il croyait connaître par expérience et par ses connaissances. La représentation qu'il élabore des résultats de ses enquêtes sous forme de cartes, ne révèle aucune zone géographique caractérisée par une identité dialectale. Il tente alors un premier changement d'approche : ayant sélectionné un nombre limité de caractéristiques linguistiques d'un parler, il en établit la carte. C'est un nouvel échec : certaines caractéristiques ne couvrent pas intégralement la zone connue pour parler ce dialecte, tandis que d'autres la débordent largement. 
Confronté à des aires en apparence indépendantes et entremêlées, il ne se résigne pas et change radicalement d'approche : il ne recherche plus les invariants ou traits communs à quelque parler, mais dénombre les différences linguistiques - de toute nature - entre deux points d'enquête contigus : à l'interpoint, un concept dont Goebl rappelle qu'il était déjà exploité en dehors du domaine roman dès 1898, par Haag.  
Lalanne caractérise l'interpoint par sa fonction, démarcative ou communicative, et lui affecte le nombre de différences entre les deux points qu'il sépare. Il constate alors que ce nombre est relativement constant sur l'ensemble de son territoire d'enquête. Lalanne y voit le signe qu'une approche quantitative des variations linguistiques est possible et il en pose les fondations conceptuelles, tout en indiquant que sa mise en œuvre nécessite un territoire plus vaste que le sien. 
Jean Séguy développera ultérieurement cette innovation sur l'ensemble du territoire Gascon et nommera le premier cette discipline « dialectométrie » en 1973.  
La rigueur scientifique et le goût des chiffres de Lalanne font de lui un collaborateur emblématique de l'école de dialectologie toulousaine fondée par Jean Séguy, à qui Lalanne écrivait : « Qu'il y ait des chiffres, c'est mon régal, en des matières où l'on s'obstine à ne pas en mettre ». 

## Apports
- Inventeur de la dialectométrie[1]
- Atlas linguistique de la Gascogne maritime, suffisamment complet et précis pour traduire les ethnotextes de Félix Arnaudin[12]

## Reconnaissance
- Prix Montyon 1942 de l'Académie française, pour son livre «  Théophraste à Lilliput »[13]
- Lalanne est cité en référence aujourd'hui encore dans les publications de recherche en dialectométrie, pour l'invention de l'interpoint en 1953, dans le cadre de ses travaux dans l'espace Roman. À noter que pour Goebl, ce concept est décrit dès 1898 par Karl Haag dans le cadre d'études géolinguistiques des parlers alémaniques du Wurtemberg[14].

« Seul un chercheur de grande classe pouvait se permettre de repasser sur les traces du maître de la dialectologie gasconne. M. l'abbé Lalanne a eu cette audace, et il a connu le succès. »

— Séguy, Jean., Chronique linguistique : Lalanne (Abbé Th.), L'indépendance des aires linguistiques en Gascogne maritime, 2 fascicules ronéotypés ; 1949-1950. Chez l'auteur, à Saint-Vincent-de-Paul (Landes). In: Annales du Midi : revue archéologique, historique et philologique de la France méridionale, Tome 62, N°9, 1950. pp. 85-89.

## Publications de Théobald Lalanne
- Théobald Lalanne, Vocabulaire grec, classe de quatrième, Berceau de Saint Vincent de Paul, 1933, p. 60 p.
- Théobald Lalanne, Vocabulaire latin, d'après les exercices latins de H. Petitmangin. Classes de 6ème et 5ème., Paris, De Gigord, s.d. (1934), 1934, 68 p.
- Théobald Lalanne, Exercices sur le vocabulaire hispano-latin, (édition d'essai). Saint Vincent de Paul, s.d. (impression 1935), 52 p.
- Théobald Lalanne, « Projet d'une planétique », Enseignement chrétien et Studia,‎ décembre 1936, p. 198-203 (lire en ligne)
- Jean Bouzet, Théobald Lalanne, Du gascon au latin (origines latines du gascon), Saint Vincent de Paul, Librairie Benesse, 1932, 84 p. (lire en ligne)
- Théobald Lalanne, Manuel hispano-latin, Paris, de Gigord, 1938, 36 p.
- Théobald Lalanne, Grammaire espagnole avec exercices, Paris, de Gigord, 1938, 150 p.
- Théobald Lalanne, « Rapport moral de l'Amicale des anciens élèves et professeurs du Berceau de Saint Vincent de Paul du 12 juillet 1938 », Annales de la Congrégation de la Mission, t. CIV,‎ 1939 sqq, p. 143-147
- [Texte reproduit dans « Annales de la Congrégation de la Mission » t. CV (1910) p. 351-353.] Théobald Lalanne, « Monsieur Joseph Praneuf », Semaine religieuse d'Aire et de Dax,‎ 25 avril 1941, p. 108-109
- Théobald Lalanne, Théophraste à Lilliput. Croquis pédagogiques, Saint Vincent de Paul. Librairie Benesse., s.d. (1941), 112 p.
- Théobald Lalanne, Le deuxième voyage de Théophraste à Lilliput. Croquis pédagogiques, Saint Vincent de Paul. Librairie Benesse., 1942, 136 p.
- Théobald Lalanne, Le troisième voyage de Théophraste à Lilliput. Croquis pédagogiques, Saint Vincent de Paul. Librairie Benesse., 1942, 160 p.
- Théobald Lalanne, Le dernier voyage de Théophraste à Lilliput. Croquis pédagogiques, Saint Vincent de Paul. Chez l'auteur, 1944, 242 p.
- [Ouvrage couronné par l'Académie française. Prix Montyon] Théobald Lalanne, Théophraste à Lilliput (7° édition), de Gigord, 1945, 242 p.
- Théobald Lalanne, « Nos enquêtes pour l'atlas linguistique. L'enquête dans les Landes », Le Français Moderne,‎ avril 1947, p. 105-121 (lire en ligne)
- Théobald Lalanne, L'indépendance des aires linguistiques en Gascogne maritime, Berceau de Saint Vincent de Paul, chez l'auteur, s.d. (1949), 64 + XIV
- Théobald Lalanne, « Une coupe dialectale : l'axe lexical Alpes-Océan (plan du Var - Soustons) », Annales du Midi : revue archéologique, historique et philologique de la France méridionale, Tome 63, N°14,‎ 1951, p. 149-162 (lire en ligne)
- Théobald Lalanne, « Facteurs d'évolution dialectale dans la Gascogne maritime », Mélanges offerts au professeur Dauzat,‎ 1951, p. 167-172
- Théobald Lalanne, « La limite nord du gascon », Le Français Moderne t19 n° 2,‎ 1951, p. 135-152 (lire en ligne)
- Théobald Lalanne, « Indices de polyonymie. Indices de polyphonie », Le Français Moderne, n° 21,‎ 1953, p. 263-274 (lire en ligne)
- Théobald Lalanne, Jean Séguy, « Labastide-Clairence colonie de Rabastens de Bigorre (?) », Collegium Romanicum Helvetiorum, Volume 14,‎ 1955 (lire en ligne)
- Théobald Lalanne, « Les ours du prophète Elisée ou l'éloge de la calvitie », Mission et Charité,‎ 15 juillet 1964, p. 247-251 (lire en ligne)